# Neugnadenfeld
Neugnadenfeld ist einer von drei Ortsteilen in der Gemeinde Ringe in Niedersachsen. Die Gemeinde ist Mitglied der Samtgemeinde Emlichheim. Ringe grenzt im Norden an die Niederlande, im Osten an den Landkreis Emsland, im Süden an die Gemeinde Hoogstede und im Westen an die Gemeinde Emlichheim. Insgesamt leben in der Gemeinde rund 2000 Menschen, davon je 650 in den Ortsteilen Großringe und Kleinringe und 700 in Neugnadenfeld.

## Entstehung des Ortes
Neugnadenfeld wurde 1946 in dem ehemaligen Barackenlager für sowjetische Kriegsgefangene Alexisdorf gegründet. Die Niedersächsische Landesregierung stellte auf Betreiben führender Mitglieder der Herrnhuter Brüdergemeine dieser evangelischen Freikirche das Lager als Sammlungsort für ihre durch die Kriegswirren verstreuten Mitglieder zur Verfügung.
Innerhalb weniger Monate kamen hunderte Flüchtlinge aus Mittelpolen, West- und Ostpreußen, Posen und Pommern in das Lager, das bald mehr als 1000 Menschen beherbergte. Die örtliche Kirchenleitung gab der neuen Siedlung den Namen „Neugnadenfeld“ in Anlehnung an Gnadenfeld bei Cosel in Oberschlesien, ein Zentrum der Herrnhuter Brüdergemeine.
Von Beginn an gab es Pläne für den Aufbau einer gänzlich neuen Herrnhuter-Siedlung. 1949 lag der Bebauungsplan in seiner endgültigen Form vor. Bald darauf fassten der Landkreis Grafschaft Bentheim und das Kulturamt in Meppen sowie die Hannoversche Siedlungsgesellschaft den Beschluss, das Barackenlager auszubauen. In zwei Bauphasen wurden seit Beginn der 1950er Jahre bis 1963 insgesamt 109 Kleinsiedlerstellen (Wohngebäude und Stallungen mit 0,5 bis 2 Hektar Land) und 10 Großsiedlungen (Bauernhöfe mit 15 bis 20 Hektar Land) errichtet und vom Ältestenrat und dem Wohnungsausschuss der Brüdergemeine an die Flüchtlingsfamilien verteilt.

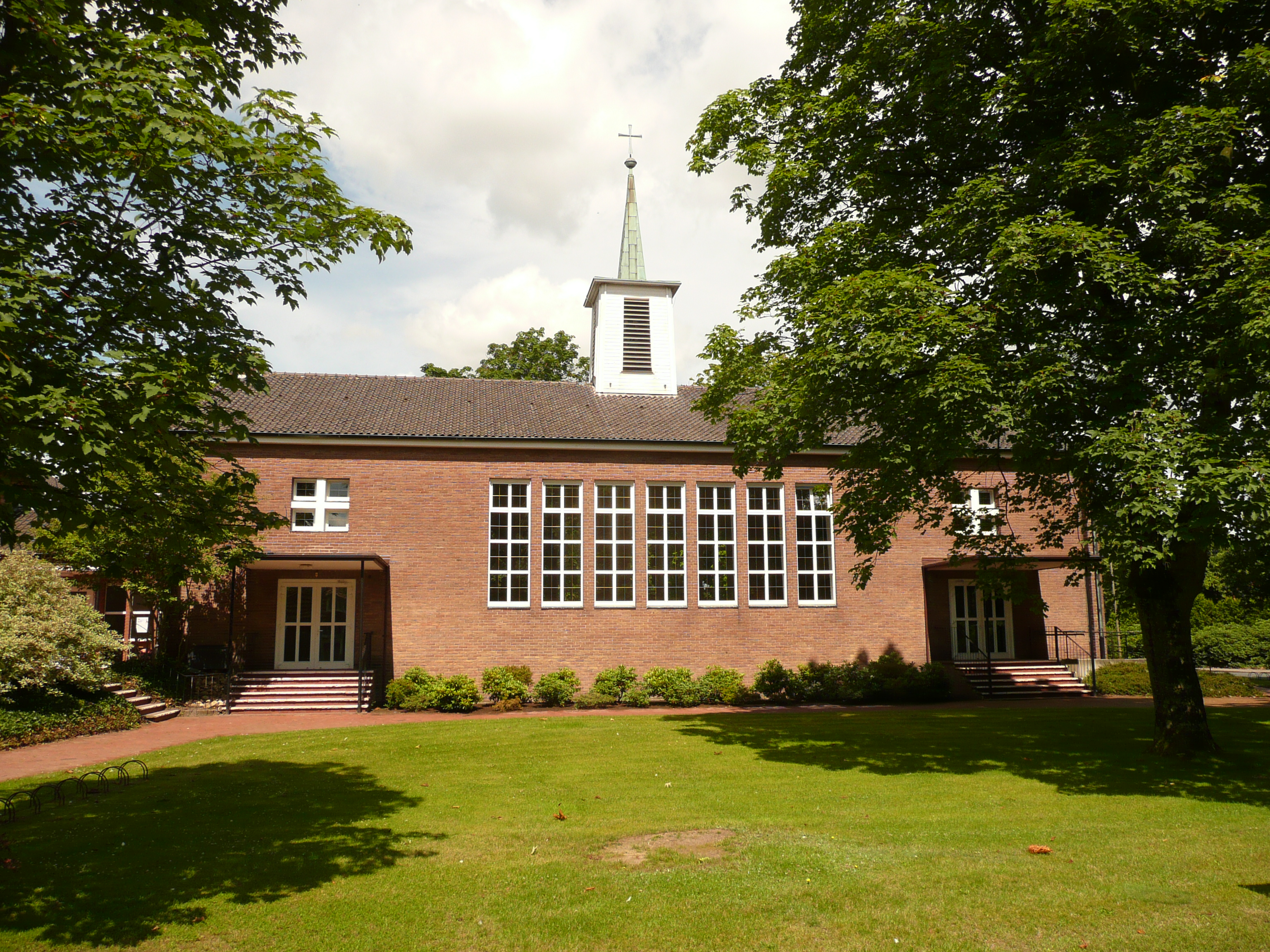
Gotteshaus der Herrnhuter Brüdergemeine

Die Ortsanlage entspricht der Tradition, nach der Siedlungen der Herrnhuter Brüdergemeine gebaut wurden: Im Dorfkern liegt ein zentraler Platz, an dem die Kirche steht und auf den alle wichtigen Straßen hinführen. Die vorhandenen Lagerstraßen wurden in den Plan integriert. Die Baumpflanzungen an den größeren Straßen im Ort sind mittlerweile zu großen Alleen herangewachsen. Die notwendigen Aufbauarbeiten wurden von gemeinschaftlichen Arbeitskolonnen geleistet, deren Einsätze die Kirchenleitung koordinierte. Wichtige Hilfe für den Aufbau des Ortes leisteten weltweite Hilfsorganisationen und andere Gemeinden der Brüderunität, aber auch einheimische Bauern aus der umliegenden Gegend.
Das größte Geschenk machte eine niederländische Hilfsorganisation: Sie ließ einen komplett ausgestatteten Kindergarten errichten und übernahm dazu das Gehalt für eine Kindergärtnerin für das erste Jahr. Ab 1967 wurden in einem neuen Baugebiet die ersten Häuser von Privatleuten errichtet. Diese Bautätigkeit hielt in den folgenden Jahrzehnten an und dauert bis heute fort.

## Neugnadenfeld heute
Charakteristisch für das Ortsbild sind die gleichförmigen Siedlungshäuser aus roten Backsteinen (der Baustil ist je nach Straßenzug verschieden) auf den großen Grundstücken, die Einfriedung der Gärten mit Hecken, die Alleen und Windschutzstreifen. Knapp die Hälfte der Einwohner sind derzeit Mitglieder der Herrnhuter Brüdergemeine, der einzigen Kirche am Ort.
In den 1970er und Anfang der 1980er Jahre waren etliche Häuser nur noch von ein oder zwei älteren Personen bewohnt, deren Kinder sich, oftmals berufsbedingt, anderswo niedergelassen hatten. Ab Mitte der 1980er Jahre änderte sich die Situation: Junge Menschen, die hier geboren und aufgewachsen waren, kamen nach ihrer Ausbildung vermehrt in den Ort zurück, und viele Häuser wurden auch von jungen Familien aus der Gemeinde gekauft. Nach der Deutschen Wiedervereinigung und der folgenden Öffnung Osteuropas zogen auch viele Aussiedlerfamilien nach Neugnadenfeld. Zurzeit ist aller Wohnraum im Ort belegt. Dementsprechend sind in den vergangenen Jahren wieder vermehrt neue Häuser gebaut worden.

## Arbeitsplätze und Gewerbe
In den Anfängen des Ortes Neugnadenfeld fanden die Einwohner zunächst in der Moorkultivierung und beim Torfabbau, später auch im Erdölfeld Scheerhorn Arbeitsmöglichkeiten. Viele Arbeitnehmer pendelten auch in die damaligen Großbetriebe der Textilindustrie nach Nordhorn und in das Bundeswehrdepot Klausheide. All diese Arbeitsmöglichkeiten haben in den folgenden Jahren zunehmend an Bedeutung verloren. In der Bedeutung gewachsen sind daher insbesondere die ortsnahen Arbeitgeber. In Gewerbegebieten am Ortsrand von Neugnadenfeld bieten heute zwei große Betriebe der kunststoffverarbeitenden Industrie, ein größeres Maschinenbauunternehmen, ein Maler- und Lackierbetrieb sowie ein Fachbetrieb für Klimatechnik zahlreiche Arbeitsplätze.
Im Ort selbst werden als Familien- oder Handwerksbetriebe u. a. eine Schlachterei, eine Gaststätte mit Restaurant, ein Lebensmittelgeschäft mit Bäckerei, ein Friseursalon und eine Filiale der Volksbank Niedergrafschaft geführt. Arbeitnehmerinnen und Arbeitnehmer pendeln darüber hinaus in die Betriebe der umliegenden Ortschaften.

## Öffentliche Einrichtungen und Gesellschaftliches Leben
Im Ortszentrum befinden sich die Kirche und das Dorfgemeinschaftshaus, die beide 1959 erbaut wurden. Das Dorfgemeinschaftshaus bietet seit einem Umbau Gesellschaften bis zu 200 Personen Platz. Die ehemalige Wäscherei im vorderen Teil des Gebäudes wurde zu einem kleineren Versammlungssaal umgestaltet. Im Keller des Hauses befindet sich in den Räumen der ehemaligen gemeinschaftlichen Gefrieranlage nun die Sportanlage der Schießgruppe des örtlichen Sportvereins. In einem seitlichen Ausläufer des Gebäudes ist die „Schwesternstation“ untergebracht, in der Ärzte aus Emlichheim und Hoogstede an zwei Tagen in der Woche Sprechstunden halten.
Der Kindergarten in Neugnadenfeld wird seit dem Neubau 1995 in drei Gruppen mit insgesamt 75 Plätzen geführt. Zurzeit findet dort gemeinsame Betreuung behinderter und nichtbehinderter Kinder in einer Gruppenintegration statt. Darüber hinaus gibt es zwei privat organisierte Spielgruppen, die sich einmal wöchentlich im Kindergarten treffen.

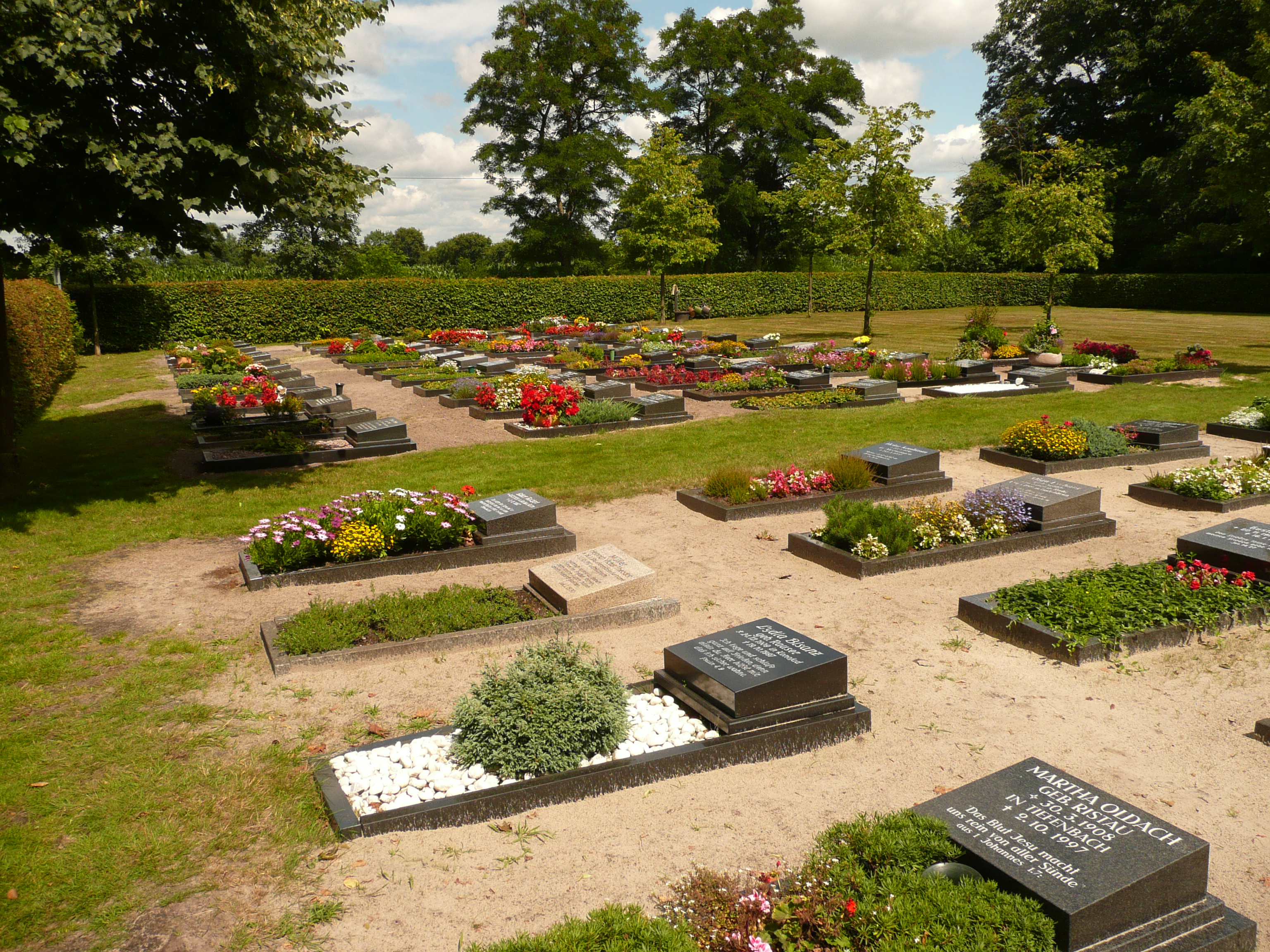
Gottesacker der Herrnhuter Brüdergemeine

Die Kirche der Herrnhuter Brüdergemeine im Dorfmittelpunkt bietet mit ihrer Architektur und Innengestaltung eine Besonderheit in weitem Umkreis, ebenso der Friedhof – genannt „Gottesacker“ – am Ortsrand. Direkt an die Kirche angebaut wurde 1991 das kirchliche Jugend- und Gemeindehaus. Neben Versammlungsräumen für die verschiedenen Arbeitskreise und Büros bietet das Haus bis zu 20 Personen Platz für Übernachtung und Aufenthalt. Im Untergeschoss befinden sich Räume für die örtliche Kinder- und Jugendarbeit sowie Übungsräume für Bläser- (rd. 35 Personen) und Sängerchor (rd. 25 Personen).
In einem der beiden noch erhaltenen Gebäude aus der Lagerzeit war die Ortsfeuerwehr Ringe-Neugnadenfeld untergebracht. Sie hat mit dem jährlichen Tag der offenen Tür und zahlreichen Dienstleistungen für Privatleute und die Dorfgemeinschaft einen hohen Stellenwert. Ihr gehören 33 Mitglieder an. Die Freiwillige Feuerwehr ist seit 2009 in einem neuen Gebäude am Ortsrand untergebracht.
Der Sportverein Neugnadenfeld besteht seit 1949. Den rund 700 Mitgliedern werden neun Sportarten angeboten. Die Sportanlage am Ortsrand von Neugnadenfeld umfasst neben dem Vereinsheim mit Umkleideräumen drei Fußballplätze und zwei Tennisplätze sowie einen Bolzplatz. Der Sportverein ist auch als Veranstalter wichtiger gesellschaftlicher Ereignisse aus dem Dorfgefüge nicht wegzudenken: Sommer- und Winterfest, Kegelturnier, Himmelfahrts-Fahrrad-Tour, Sportwoche etc. sind feste Termine im Jahreslauf.
Zu örtlichen Interessengemeinschaften zusammengeschlossen haben sich auch die Angler und Jäger. Eine feste Größe im Dorfleben sind ferner die sechs Straßengemeinschaften, die mit ihren jährlichen Nachbarschaftsfesten besonders den „Neuen“ im Dorf das Einleben erleichtern.
Nachbarorte zu Neugnadenfeld im Umkreis von rund 8 km sind unter anderem Weusten, Großringe, Ringe, Kleinringe und Neuringe.